# 哈丁鎮區 (愛荷華州波特瓦特米縣)
哈丁鎮區（英語：Hardin Township）是位於美國愛荷華州波特瓦特米縣的一個行政鎮區。

## 地方資料
根據2010年美國人口普查的數據，哈丁鎮區的面積為92.19平方千米，當中陸地面積為92.16平方千米，而水域面積為0.03平方千米。當地共有人口1049人，而人口密度為每平方千米11.38人。